# Denis-Bruno d'Astier
Denis-Bruno d'Astier (Pradelles, 1761 - Bergen, 1 mei 1848) was een Frans-Belgisch militair, edelman en politicus.

## Levensloop
Denis d'Astier, broer van Honoré-Dominique d'Astier, was een zoon van Alexis d'Astier, heer van Usserre, en van Marie-Agathe Le Forestier de Villeneuve.
Zijn activiteiten voor 1815 zijn niet bekend. Waarschijnlijk was hij gedurende enkele jaren officier in het Franse leger, zoals zijn vader en zijn broer.
In 1816 werd hij, zoals zijn broer Honoré-Dominique d'Astier, erkend in de erfelijke adel van het Verenigd Koninkrijk der Nederlanden, met de titel graaf, overdraagbaar op al zijn nakomelingen. Hij werd tevens benoemd in de Ridderschap van de provincie Henegouwen en werd lid van de Provinciale Staten van Henegouwen. Na 1836 werd hij ondervoorzitter van de bestendige deputatie van de provincie Henegouwen. 
Hij trouwde met Jeanne Paternostre de Monthon (1750-1825). Het echtpaar bleef kinderloos.